# Rocky Mountain Chocolate Factory
Rocky Mountain Chocolate Factory é um franqueador internacional, fabricante de confeitaria e operador de varejo nos Estados Unidos, Canadá, Japão, Filipinas e Emirados Árabes Unidos. A empresa está localizada na cidade de Durango, localizada no declive ocidental das Montanhas Rochosas, no sudoeste do Colorado. De sua fábrica de 4.900 m² (53 mil pés), a empresa fabrica uma extensa linha de doces de chocolate premium e outros produtos de confeitaria para fornecer seus muitos locais de franquia, entregues frescos pela sua frota de caminhões refrigerados. A fábrica geralmente produz aproximadamente 300 doces de chocolate e outros produtos de confeitaria, usando receitas exclusivas desenvolvidas principalmente por seu fabricante de doces. Esses produtos incluem muitas variedades de aglomerados, caramelo, cremes, meladas, trufas de chocolate e chocolates moldados. As lojas individuais preparam uma variedade de maçãs de caramelo e doces, fudge, itens de chocolate e confecções em plena visão do cliente usando utensílios de cozinha tradicionais, como chaleiras de cobre em fogões a gás e mesas de refrigeração de laje de mármore. Em 1985, a empresa tornou-se pública e agora é negociada na bolsa NASDAQ sob o símbolo "RMCF".

## História
A empresa foi fundada por Frank Crail, que recentemente se mudou para Durango de Newport Beach, Califórnia, para criar sua família em uma pequena cidade. Mais tarde, confessou à revista Candy, que ele teria aberto um See's Candies, mas a empresa não vende franquias. Em 1981, a primeira loja foi aberta na rua principal por Frank e dois parceiros. Em 1982, as primeiras franquias da empresa, uma em Colorado Springs e uma em Park City, Utah, foram abertas. Uma fábrica offsite também foi construída nesse ano. Em 1983, os outros dois parceiros deixaram o negócio. Em 1985, a empresa tornou-se pública no NASDAQ. Em 1996, a Whitman's Candies fez uma oferta para comprar a empresa por US$ 16 milhões. A oferta foi rejeitada pela administração depois que os resultados da empresa melhoraram no final de 1999.
Em 2013, a Kellogg’s nos Estados Unidos fez parceria com a Rocky Mountain Chocolate Factory para liberar um cereal sob a marca do último, que consiste em flocos de milho, fatias de amêndoas e pedaços de chocolate. Após uma breve corrida de testes, a Kellogg's expandiu o cereal em todo o país em 2014, em parte para avaliações positivas e o crescente interesse dos consumidores no produto.